# إدموندو دي أميجي
إدموندو دي اميجي ( مواليد 21 أكتوبر 1846 - 11 مارس 1908) روائي و صحفي و شاعر وكاتب قصة قصيرة إيطالي , يعد كتاب كوريه  في أدب أطفال هو الأكثر شهرة والمترجم باللغة الإنجليزية لرواية القلب.

## روابط خارجية
- إدموندو دي أميجي على موقع IMDb (الإنجليزية)
- إدموندو دي أميجي على موقع الموسوعة البريطانية (الإنجليزية)
- إدموندو دي أميجي على موقع قاعدة بيانات الفيلم (الإنجليزية)